# Banningham
Banningham – wieś w Anglii, w hrabstwie Norfolk, w dystrykcie North Norfolk. Leży 21 km na północ od miasta Norwich i 175 km na północny wschód od Londynu. W 2001 miejscowość liczyła 524 mieszkańców.